# Кванг Нињ
Кванг Нињ (виј. Quảng Ninh) је једна од 58 покрајина Вијетнама. Налази се у региону Североисток (Вијетнам). Заузима површину од 6.099,0 km². Према попису становништва из 2009. у покрајини је живело 1.144.988 становника. Главни град је Ха Лонг.